# کراس‌اور (نرم‌افزار)
کْراس‌اُوِر (CrossOver) یک نرم‌افزار لایه سازگاری مایکروسافت ویندوز است که برای لینوکس ، مک‌او‌اِس و کْرُم‌او‌اِس در دسترس است. این لایه سازگاری بسیاری از برنامه‌های مبتنی بر ویندوز را توانا می‌سازد تا روی کنش‌سامانه‌های لینوکس، مَک‌او‌اِس و کْرُم‌او‌اِس اجرا شوند.
کراس‌اور بدست شرکت CodeWeavers ساخته داده شده و تجاری است و بر اساس نرم‌افزار متن‌باز وایْن که یک لایه سازگاری متن‌باز ویندوز، ساخته شده است. CodeWeavers کد منبع وایْن را تغییر می‌دهد، وصله‌های سازگاری را اعمال می‌کند، ابزارهای پیکربندی کاربرپسندتر ، اسکریپت‌های نصب خودکار را اضافه می‌کند و پشتیبانی فنی ارائه می‌دهد. همه‌ی بهبود‌های ایجاد شده در کد منبع وایْن تحت پوشش LGPL و در دسترس عموم است. شرکت کدویورز یک پایگاه داده آنلاین دارد که نحوه عملکرد برنامه‌های مختلف ویندوز را تحت نرم‌افزار کراس‌اور فهرست می‌کند. 

## نسخه‌ها

### کراس‌اوور لینوکس
کراس‌اوور لینوکس نسخه اصلی کراس‌اوور است. هدف آن ادغام مناسب با محیط‌های دسکتاپ گنوم و کی‌دی‌ای است تا برنامه‌های ویندوز به طور یکپارچه روی توزیع‌های لینوکس اجرا شوند. قبل از نسخه ۶، کراس‌اوور آفیس نامیده می‌شد. کراس‌اوور لینوکس در ابتدا در نسخه‌های استاندارد و حرفه‌ای ارائه می‌شد. کراس‌اوور لینوکس استاندارد برای یک حساب کاربری واحد روی یک دستگاه طراحی شده بود. کراس‌اوور لینوکس حرفه‌ای ویژگی‌های استقرار و مدیریت پیشرفته‌ای را برای کاربران شرکتی و چندین حساب کاربری در هر دستگاه ارائه می‌داد. با انتشار کراس‌اوور لینوکس ۱۱ در سال ۲۰۱۲، این نسخه‌های مختلف در یک محصول واحد کراس‌اوور لینوکس ادغام شدند.

### کراس‌اوور مک
در سال ۲۰۰۵، اپل از گذار از پردازنده‌های پاور‌پی‌سی به پردازنده‌های اینتل در رایانه‌های خود خبر داد که به شرکت کدویورز توانایی داد تا نسخه‌ای از کراس‌اور آفیس برای مک‌او‌اس با نام «CrossOver Mac» توسعه دهد. 
کراس‌اوور مک در ۱۰ ژانویه ۲۰۰۷ منتشر شد.  با انتشار کراس‌اوور مک ۷ در ۱۷ ژوئن ۲۰۰۸، کراس‌اوور مک مانند کراس‌اوور لینوکس به نسخه‌های استاندارد و حرفه‌ای تقسیم شد. نسخه استاندارد شامل شش ماه پشتیبانی و ارتقا بود، در حالی که نسخه حرفه‌ای شامل یک سال پشتیبانی و ارتقا، به همراه یک نسخه همراه از بازی‌های کراس‌اوور بود. با انتشار کراس‌اوور مک ۱۱ در سال ۲۰۱۲، این نسخه‌های مختلف همگی در یک محصول کراس‌اوور مک ادغام شدند.
در سال ۲۰۱۹، macOS Catalina فقط به نسخه ۶۴ بیتی ارتقا یافت و پشتیبانی از برنامه‌ها و کتابخانه‌های ۳۲ بیتی را حذف کرد. در دسامبر ۲۰۱۹، Codeweavers CrossOver 19 را منتشر کرد که از برنامه‌های ۳۲ بیتی ویندوز در سیستم عاملی که هیچ کتابخانه ۳۲ بیتی نداشت، پشتیبانی می‌کرد و این مشکل را حل می‌کرد. این تکنیک که با نام "wine32on64" شناخته می‌شود، نیاز به استفاده از LLVM اصلاح‌شده برای ساخت کد thunk اضافی دارد که امکان اجرای برنامه‌های ۳۲ بیتی را در واین ۶۴ بیتی فراهم می‌کند.
در آغاز ژوئن سال ۲۰۲۳، شرکت کدویورز اعلام کرد که گام‌های نخستین پشتیبانی از DirectX 12 در مک‌او‌اس در کراس‌اور۲۳ در دسترس خواهد بود  در کنفرانس WWDC 2023 ، شرکت اپل از نرم‌افزار Game Porting Toolkit مبتنی بر کراس‌اور برای آوردن بازی‌های ویندوز به مک‌او‌اس رونمایی کرد. شرکت اپل در ساخت این جعبه‌ابزار با شرکت کد‌ویورز همکاری نکرد.   در سپتامبر ۲۰۲۳، شرکت کدویورز نسخه ۲۳.۵ از کراس‌اور را منتشر کرد که از D3DMetal از Game Porting Toolkit و همچنین چارچوب رسانه‌ای GStreamer پشتیبانی می‌کند. 

### جزئیات نسخه‌های کامپوننت
به عنوان مثالی از پیچیدگی بسته نهایی:
- CrossOver نسخه ۱۹.۰.۰ (۲۰۱۹): Wine نسخه ۴.۱۲ [۱۰]
- کراس‌اوور نسخه ۲۰.۰.۰ (۲۰۲۰): واین نسخه ۵.۰
- CrossOver نسخه ۲۱.۰.۰ (۲۰۲۱): Wine نسخه ۶.۰، DXVK داخلی (اختیاری) نسخه ۱.۵، DXVK آپ‌استریم (اختیاری) نسخه ۱.۷ [۱۱]
- CrossOver نسخه ۲۱.۱.۰ (۲۰۲۱): Wine نسخه ۶.۳، DXVK داخلی (اختیاری) نسخه ۱.۵، DXVK آپ‌استریم (اختیاری) نسخه ۱.۷
- CrossOver نسخه ۲۱.۲.۰ (۲۰۲۲): Wine نسخه ۶.۳، DXVK داخلی (اختیاری) نسخه ۱.۵، DXVK آپ‌استریم (اختیاری) نسخه ۱.۷
- CrossOver نسخه ۲۲.۰.۰ (۲۰۲۲): Wine نسخه ۷.۰، VKD3D نسخه ۱.۳، DXVK داخلی (اختیاری) نسخه ۱.۵، DXVK آپ‌استریم (اختیاری) نسخه ۱.۸
- CrossOver نسخه ۲۲.۱.۰ (۲۰۲۳): Wine نسخه ۷.۷، VKD3D نسخه ۱.۵، DXVK داخلی (اختیاری) نسخه ۱.۷، DXVK آپ‌استریم (اختیاری) نسخه ۱.۸
- CrossOver نسخه ۲۳.۰.۰ (۲۰۲۳): Wine نسخه ۸.۰.۱، Wine Mono نسخه ۷.۴.۰، VKD3D نسخه ۱.۸، DXVK داخلی (اختیاری) نسخه ۱.۱۰.۳، DXVK آپ‌استریم (اختیاری) نسخه ۲.۲، MoltenVK نسخه ۱.۲.۳ [۱۲]
- CrossOver نسخه 24.0.0 (2024): Wine نسخه 9.0، Wine Mono 8.1.0، VKD3D نسخه 1.10، DXVK داخلی (اختیاری) نسخه?، DXVK آپ‌استریم (اختیاری) نسخه 2.2، MoltenVK نسخه 1.2.5. [۱۳]
- CrossOver نسخه 25.0.0 (11 مارس 2025): Wine نسخه 10.0، Wine Mono 9.4.0، VKD3D 1.14، MoltenVK 1.2.10، D3DMetal 2.1، DXMT (پیاده‌سازی مبتنی بر Metal از D3D11 در macOS). [۱۴]

## کالا‌های متوقف شده
یک نسخه استاندارد از کراس‌اور اکنون شامل قابلیت‌های نسخه‌های CrossOver Games، CrossOver Standard و CrossOver Professional است. این نسخه‌های قدیمی‌تر کراس‌اور از آن زمان تاکنون منسوخ شده‌اند. 
CrossOver Games که در ۱۰ مارس ۲۰۰۸ معرفی شد، محصولی بود که با ارائه پچ‌های واین به کاربران امکان اجرای طیف وسیعی از بازی‌ها را می‌داد.  انتظار می‌رفت که این کالا به گونه‌ی هفتگی یا ماهانه به‌روزرسانی شود تا نوترین کارهای برنامه‌نویسی واین که پذیرفته می‌شوند را در خود جای دهد. در مقابل، کالای عمومی کراس‌اور آفیس بیشتر بر نرم‌افزارهای پایداری و بهره‌وری تمرکز داشت و برنامه بتا و انتشار بسیار کندتری داشت. CrossOver Games قادر به انتشار به‌روزرسانی‌ها با فرکانس کافی برای توجیه مسیر تولید جداگانه خود نبود و در سال ۲۰۱۲ متوقف شد. این کالا دوباره در یک کالای کراس‌اور یکپارچه ادغام شد.
کراس‌اوور سرور (CrossOver Server) یک نسخه تخصصی از کراس‌اوور لینوکس بود که به برنامه‌های ویندوز اجازه می‌داد تا روی سیستم‌های تین‌کلاینت (thin-client) اجرا شوند. این نسخه در سال ۲۰۰۷ متوقف شد زیرا بسیاری از ویژگی‌های آن در نسخه کراس‌اوور لینوکس پرو (CrossOver Linux Pro) وجود داشت.

## جایزه نرم‌افزاری
در ۲۸ اکتبر ۲۰۰۸، در نتیجه چالش اردک لنگ ، Codeweavers تمام محصولات خود را به صورت رایگان عرضه کرد. صفحه اصلی Codeweavers به دلیل ترافیک غیرمعمول بالای آن روز، موقتاً جایگزین شد.  طبق گفته کدویورز، دست‌کم ۷۵۰،۰۰۰ نام‌نویسی کالا در روز ۲۸ اکتبر انجام شد. 
در ۳۱ اکتبر ۲۰۱۲، شرکت کدویورز دومین مسابقه نرم‌افزاری خود را با عنوان «جمع کردن رأی‌دهندگان» برگزار کرد.  کدویورز در کنشی غیرحزبی برای تشویق به فعالیت ، قول داد که اگر ۱۰۰۰۰۰ رأی‌دهنده آمریکایی در روز انتخابات رأی دهند، چنین مسابقه‌ای برگزار خواهد کرد. بیش از ۱۰۰۰۰۰ نفر متعهد شدند، بنابراین کدویورز به هر شهروندی در جهان اجازه داد تا یک نسخه از کراس‌اور لینوکس یا کراس‌اور مک را دانلود و نام‌نویسی کند.

## همچنین ببینید
- واین
- شراب@Etersoft
- پلی‌آن‌مک
- پلی‌آن‌لینوکس
- درب‌های شراب
- داروین

## بنمایه‌ها
1. ↑  "What Runs - CrossOver Mac and Linux". CodeWeavers. Retrieved 29 December 2018.
2. ↑  "CodeWeavers Expands Developer Services, Enabling Future Windows Application Porting To Mac OS" (Press release). SAINT PAUL, MN: CodeWeavers. June 22, 2005. Retrieved 2009-01-03.
3. ↑  "CodeWeavers Releases CrossOver 6 for Mac and Linux". Slashdot. January 10, 2007. Retrieved 2020-01-18.
4. ↑  Schmid, Jana. "So We Don't Have a Solution for Catalina...Yet". CodeWeavers (به انگلیسی).
5. ↑  Thomases, Ken (December 11, 2019). "win32 on macOS".
6. ↑  Cunningham, Andrew (2023-06-05). "New DirectX 12-to-Metal translation could bring a world of Windows games to macOS". Ars Technica (به انگلیسی). Retrieved 2023-06-08.
7. ↑  Warren, Tom (June 7, 2023). "Apple's new Proton-like tool can run Windows games on a Mac". The Verge. Retrieved June 7, 2023.
8. ↑  Johnson, Meredith (2023-06-06). "Wine comes to macOS: Apple's Game Porting Toolkit powered by CrossOver source code | CodeWeavers Blog". CodeWeavers (به انگلیسی). Retrieved 2023-06-07.
9. ↑  "Change Log For CrossOver". CodeWeavers. Retrieved February 22, 2024.
10. ↑  "Just Released! See the latest CrossOver bug fixes and features".
11. ↑  "Announcing CrossOver 21.0.0 | Announcements | Community Forums | CrossOver Support".
12. ↑  "Level up with CrossOver 23 | CodeWeavers Blog".
13. ↑  "CrossOver 24 with Wine 9 in record time | CodeWeavers Blog".
14. ↑  "CrossOver 25: Next Level Gaming on Mac".
15. ↑  "CrossOver - Change Log - CodeWeavers". Archived from the original on 2012-08-19. Retrieved 2012-03-09.
16. ↑  White, Jeremy (2008-03-10). "Roadmap for 2008". Blogs. CodeWeavers. Retrieved 2009-01-03.
17. ↑  Vaughan-Nichols, Steven J. (October 28, 2008). "Free (as in beer) CodeWeavers CrossOver Linux and Mac". Computerworld Blogs. Archived from the original on December 24, 2008. Retrieved 2009-01-03.
18. ↑  Kruchowski, Anna. "CodeWeavers software free for download for 24 hours on October 31, 2012". CodeWeavers blog. Retrieved 29 October 2012.

## پیوندهای بیرونی
- وبگاه رسمی

الگو:Unix–Windows interoperability